# ワインカラーの少女
ワインカラーの少女（原題:Letting Go）は、1975年にウイングスが発表した楽曲、および同曲を収録したシングルである。ウイングスの4枚目のアルバム『ヴィーナス・アンド・マース』に収録されている。

## 解説
1974年11月にロンドンのEMIレコーディング・スタジオで行われた『ヴィーナス・アンド・マース』のための初めてのレコーディング・セッションで収録された。ポールが妻リンダへの思いを歌ったとされている。
1975年9月のヨーロッパ・ツアーの終了後に『ヴィーナス・アンド・マース』のセカンド・シングルとして10月4日にリリースされた。アルバムがリリースされてから既に4か月たっており、イギリスで41位、アメリカではビルボード誌で1975年10月25日から2週間、最高位39位。また、キャッシュボックス誌では、10月25日付けで最高位41位と振るわなかった。
なお、このシングル・ヴァージョンはアルバム・ヴァージョンとは別ミックスとなっており、収録時間も1分短い。2014年発売の「ポール・マッカートニー・アーカイブ・コレクション」の『ヴィーナス・アンド・マース』デジタルリマスター盤のボーナスディスクにて初CD化され、イギリスではシングルが再発された。またライヴ・アルバム『ウイングスU.S.A.ライヴ!!』にはライヴ・ヴァージョンが収録されている。
「ワインカラーの少女」という邦題は、歌詞の冒頭の部分を元につけられたとされている。
B面収録の「やさしいアンサー」は、ニューオリンズでのレコーディング・セッションで録音された。なお日本盤アルバムでは邦題が「幸せのアンサー」だったものが、シングルではなぜか「やさしい～」と改題されている。

## 収録曲
| #         | タイトル                                     | 作詞・作曲                                    | 時間 |
| --------- | -------------------------------------------- | --------------------------------------------- | ---- |
| 1.        | 「ワインカラーの少女」(Letting Go (7"mix))   | ポール・マッカートニー リンダ・マッカートニー | 3:36 |
| 2.        | 「やさしいアンサー」(You Gave Me The Answer) | ポール・マッカートニー リンダ・マッカートニー | 2:19 |
| 合計時間: | 合計時間:                                    | 合計時間:                                     | 5:55 |

## 演奏者

### ウイングス
- ポール・マッカートニー - リード & バッキング・ボーカル、ベースギター、ストリングス・アレンジメント (#1、2)、

　　　エレクトリック・ギター、エレクトロニックピアノ (#1)、ピアノ (#2)
- リンダ・マッカートニー - バッキング・ボーカル
- デニー・レイン - バッキング・ボーカル (#1)
- ジミー・マカロック - エレクトリック・ギター
- ジェフ・ブリトン - ドラムス (#1)
- ジョー・イングリッシュ - バッキング・ボーカル、ドラムス (#2)

### ゲスト
- トニー・ドーシー - ストリングス・アレンジメント
- クライド・カー - トランペット (#!)
- ジョン・ロンゴ - トランペット (#!)
- マイケル・ピアース - アルトサックス (#!)
- アルビン・トーマス - アルトサックス (#!)
- カール・ブルアン - バリトンサックス (#!)
- マイケル・J・ピアース - クラリネット (#2)
- ヴィト・プラトモーネ - クラリネット (#2)
- カルロス・クレイマン - ヴァイオリン (#2)
- ラッセル・ジョセフ・ボブロフスキ - ヴァイオリン (#2)
- ロナルド・B・ベンコ - トランペット (#2)
- ジョン・K・ブランチ - ヴィオラ (#2)
- ハロルド・ジョセフ・バラム - バスーン (#2)
- ベルナール・S・リヒターマン - チェロ (#2)